# Коуфакс, Сэнди
Сэнфорд «Сэнди» Коуфакс (англ. Sanford "Sandy" Koufax, [ˈkoʊfæks]; урождённый Сэнфорд Браун (англ. Sanford Braun), род. 30 декабря 1935 года) — американский леворукий питчер, на протяжении своей двенадцатилетней карьеры игравший за бейсбольную команду Лос-Анджелес Доджерс (ранее носившей название Бруклин Доджерс), где за ним закреплён № 32, под которым никто не играет с 1972 года. Был введён в Зал славы бейсбола уже после завершения карьеры, в 1972 году, став самым молодым бывшим игроком лиги, удостоенным чести (36 лет и 20 дней).
Пик карьеры Коуфакса приходится на период с 1961 по 1966 год, когда он полностью отыграл шесть сезонов подряд. В 1966 году, в возрасте всего 30-ти лет, он был вынужден оставить профессиональную карьеру из-за артрита локтевого сустава, лишившего его возможности играть. Коуфакс был назван самым ценным игроком лиги в 1963 году; в 1963, 1965 и 1966 годах становился обладателем приза Сая Янга, став первым трёхкратным обладателем награды в истории бейсбола. В каждом из сезонов, за которые Коуфакс получал премию, он также выигрывал тройную корону питчера национальной лиги, показывая лучший результат по победам, страйк-аутам и ERA.
Коуфакс стал первым членом главной лиги, который провёл четыре игры без хитов (в том числе в восьмой «совершенной игре» в истории, в которой питчер одерживает победу, не пропустив на базу ни одного соперника). Несмотря на сравнительно короткую карьеру, показатель страйк-аутов Коуфакса 2,396, что ставит его на седьмую строчку и на вторую в списке питчеров-левшей после Уоррена Шпана (2,583).
Коуфакс считается одним из выдающихся еврейских спортсменов. Во время мировой серии 1956 года первая игра выдалась на Йом Киппур — важнейший из праздников в иудаизме, и Коуфакс отказался выйти на поле. Инцидент подвергся общественному вниманию как пример конфликта между давлением социума и личными убеждениями.

## Актёрская карьера
Коуфакс снимался в телевизионных фильмах с 1959 по 1962 год. В 1959 году он снялся в роли Бена Кэссиди в эпизоде «Too Smart to Live» вестерна Shotgun Slade. В 1960 году он сыграл роль Джонни в одном эпизоде сериала компании ABC/Warner Brother Colt .45 . Он также сыграл незначительную роль в ещё двух сериалах ABC/WB — 77 Sunset Strip и Bourbon Street Beat.
В 1963 году Коуфакс вместе с ещё несколькими игроками «Доджерс» снялся в эпизоде сериала Mr. Ed.
В 1962 году Коуфакс сыграл самого себя в эпизоде сериала канала CBS Dennis the Menace «Dennis and the Dodger». Он также сыграл самого себя в детективном сериале канала NBC Майкла Шейна «Strike Out».